# Stupid Liar
〈Stupid Liar〉은 대한민국의 음악 그룹 빅뱅의 노래이다. 한국에서는 2년 3개월만에 컴백한 네 번째 미니 앨범 BIGBANG MINI 4의 스페셜에디션 빅뱅 스페셜에디션의 더블 타이틀곡으로 2011년 4월 8일 발매되었다. 빅뱅의 리더 G-Dragon과 작사하고, G-Dragon이 최필강과 공동 작곡한 곡으로 기타 리프를 기반으로 강하고 빠른 록 성향의 노래이다. 2011년 3월 29일, YG 엔터테인먼트는 공식 블로그에 '4월 1일 만우절 신곡 'STUPID LIAR' 30초 공개'라는 글이 게재하였다. 음반 발매에 앞서 각 온라인 음악 사이트에 선공개되었다.